# 买述丁
买述丁，元朝官员，回回人，祖籍中亚不花剌（今布哈拉）。
曾祖马哈麻随蒙古军东迁，后居大都（今北京）。其父撒的迷失。初充侍卫。元武宗至大年间，担任尚书院长史，历任利用监大使、京畿运粮提举、河间运判、集贤院经历。泰定二年（1325年），担任南台监察御史。元文宗天历初年，任内台监察御史时，奏谏官吏不得恃权扰民，低价购买民物。至顺初年，任山南廉访副使，赈济灾荒，治疗贫病患者。后调任户部侍郎。元顺帝至正二年（1342年），任户部尚书，谏言朝廷节减开支，减轻百姓负担。加授中奉大夫。捐出俸银凿井，以解决居庸关民众饮水困难。至正三年（1343年），升中书参议。至正四年（1344年）任宣徽院同知，授资善大夫中政院使衔。至正七年（1347年），改任海道万户府达鲁花赤，至正九年（1349年），升任江西等处都转运茶使。